# Manuel Núñez Regueiro
Manuel Núñez Regueiro (Montevideo, 21 de marzo de 1880-Rosario, 5 de diciembre de 1952) fue un docente, diplomático y escritor uruguayo. A principios del siglo XX se estableció en Rosario de Santa Fe, Argentina, donde trabajó como profesor de filosofía y desarrolló su producción literaria.
Se desempeñó como cónsul de Uruguay en Rosario y participó en la vida cultural e intelectual de la ciudad. Escribió obras científicas, filosóficas y literarias, siendo su trabajo más destacado el Tratado de Filosofía General (1945). También colaboró con diarios, revistas e instituciones culturales. Su pensamiento estético estuvo influenciado por el neoplatonismo, en relación con su visión religiosa protestante.
Así lo describe Enrique Nido (seudónimo de Amadeo Lluán) en el diario "La Protesta" del 25 de diciembre de 1921, Buenos Aires:
“Uno de los hombres más inquietos y de más actividad mental que se destaca en el cuadro de nuestra ciudad es M. Nuñez Regueiro. Varón de espíritu ático, nacido para catar el dulce zumo de la vida mental y superior, este insigne soldado de las letras, este inquieto peregrino del conocimiento, es una de las personalidades intelectuales de más relieve que vive en nuestra Fenicia del Sur.”

## Biografía
Nació el 21 de marzo de 1880 en Montevideo, Uruguay. Sus padres fueron Francisco Núñez de Porto y Eulalia Regueiro. De su primer matrimonio con Amelia Engracia Carruegue nació Manuel Nuñez Regueiro (h.) Luego se casó con Beatriz Anca Rey (Uruguay) y de ese matrimonio tuvo tres hijos: Víctor Augusto, Beatriz Nora, y Horacio Manuel. Cursó sus estudios primarios y secundarios en Uruguay. Si bien no se conoce el año que se traslada a Argentina, ya en 1902 se encontraba radicado en Rosario. En su juventud participó en un movimiento juvenil del protestantismo uruguayo, que se expresó de 1901 a 1909 en "El Atalaya", órgano de la juventud evangélica de Montevideo, donde Nuñez Regueiro colaboraba con la redacción del periódico. Formó parte del primer grupo de egresados de la Licenciatura en Diplomacia Consular de la Facultad de Ciencias Económicas, Comerciales y Políticas de la Universidad Nacional del Litoral de Rosario, especializándose en Química y Biología.

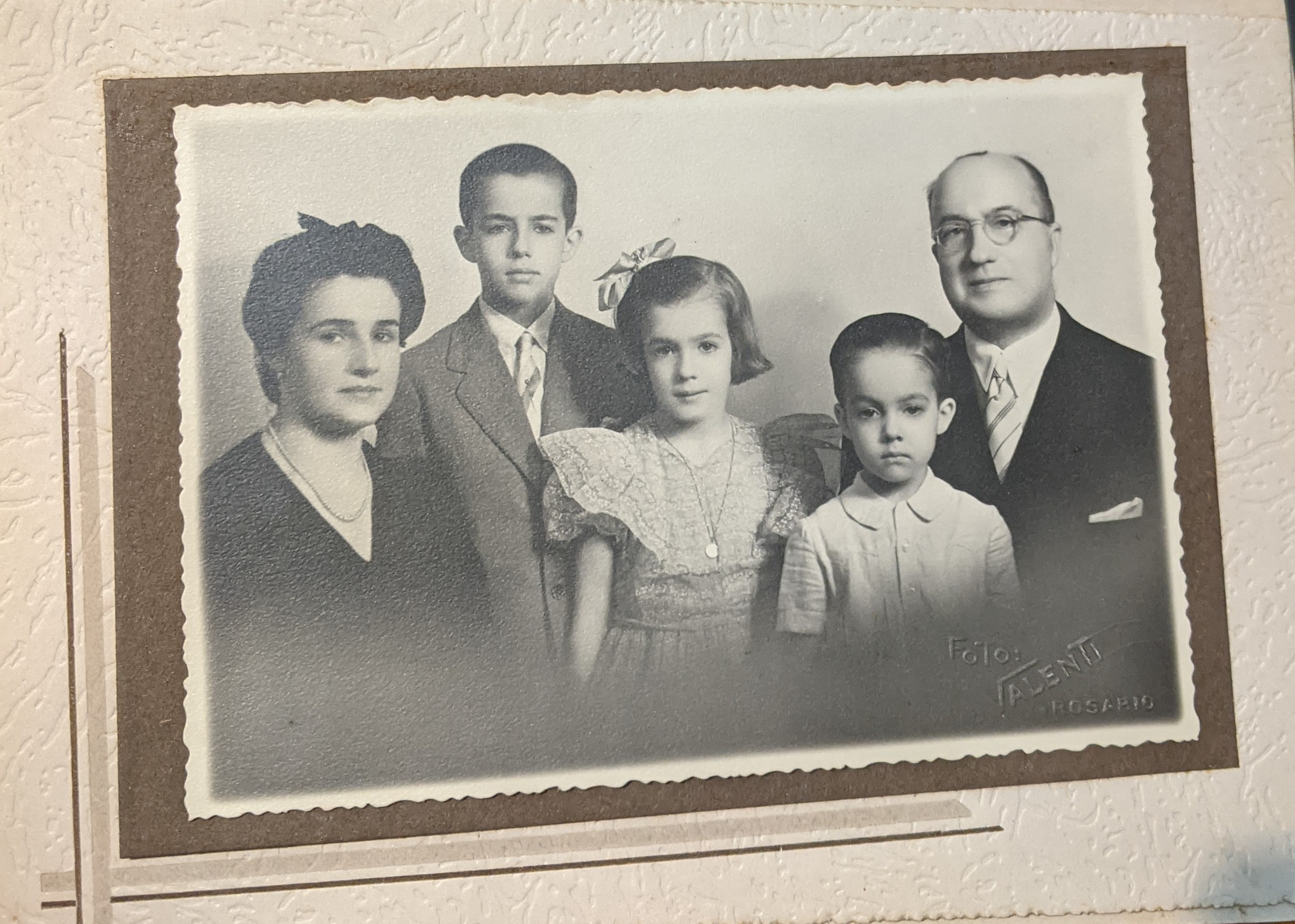
De izquierda a derecha: Beatriz Anca Rey, Víctor Augusto, Beatriz Nora, Horacio Manuel, y Manuel Núñez Regueiro.

Años más tarde, dictó clases de Filosofía General como profesor suplente (1922-1927) y titular (desde 1927) en la Facultad de Ciencias Económicas, Comerciales y Políticas de la Universidad Nacional del Litoral de Rosario. La Facultad de Filosofía y Letras de la Universidad de Buenos Aires lo incorporó como miembro honorario de su Instituto de Historia Antigua y Medieval. Fue profesor durante 25 años en la Universidad Nacional del Litoral de Rosario. El 22 de junio de 1934 fundó el Círculo de Altos Estudios de Rosario. Fue director de la revista del Instituto de Historia Antigua y Medieval. Las actas del Primer Congreso Nacional de Filosofía organizado por la Universidad Nacional de Cuyo en Mendoza en 1949, mencionan que Nuñez Regueiro asistió como miembro relator representando a la Universidad Nacional del Litoral.
A la par de la actividad académica, se desempeñó como cónsul del Uruguay en Rosario. Entre 1915-1919 ejerció como cónsul honorario del Uruguay en Rosario. Entre 1919-1939 se desempeñó como Cónsul de carrera de 2º clase. Entre 1930-1949 fue cónsul de 1º clase, siendo a partir de entonces Decano del Cuerpo Consular en Rosario. Algunos de sus discursos como cónsul fueron publicados en libros. Tal fue el caso de su discurso dado el 21 de junio de 1918, que se publicó en el libro “El Uruguay ante la guerra”. En el discurso defendió la política y posición del gobierno Uruguayo: “El Uruguay, señores, se encontró siempre a lado de las potencias aliadas porque existían puntos de coincidencias con sus sentimientos e ideales sobre justicia”. En 1925 visitó la escuela República Oriental del Uruguay y en el libro de visitas dejó escrito: “Con el corazón emocionado, saludo en este momento la eterna alianza de las naciones hermanas”.
Fue miembro de la Unión Social Americana de Buenos Aires, Instituto de Historia Antigua y Medieval de Buenos Aires, Sociedad Argentina de Escritores, Internacional Law Association de los Estados Unidos, Sociedad de Escritores y Artistas Americanos en La Habana, y el Instituto de Estudios Económicos y Sociales de México. También fue miembro de la Junta de Historia de Montevideo y del Instituto de Coimbra de Portugal. Además de desempeñarse en la redacción del periódico El Atalaya de Montevideo, fue director de “El Censor” y de la revista “Monos y Monadas”.
Escribió el Himno del Centenario para la cuarta Conferencia Central de La Iglesia Metodista Episcopal que tuvo lugar en la ciudad de Buenos Aires en 1936. Las Actas de la Conferencia Central publican al respecto el siguiente texto:
“A pedido del que esto informa, nuestro hermano el Dr. Manuel Núñez Regueiro ha puesto a contribución, su capacidad de erudito y sus dotes de poeta cristiano, produciendo un himno en que campea, a las claras, la gratitud y el fervor del creyente, y que, sin duda, ha de ayudar a encender fuego en los corazones metodistas, al entonarlo en los actos oficiales del Centenario. El hermano J. M. Sabanes, ha quedado encargado de hallarle música adecuada. La Comisión pro Centenario, ha adoptado el himno como el Himno del Centenario”.

## Su obra

### Seudónimos[11]
- Electrón: utilizado en artículos de crítica literaria y filosófica y tópicos científicos de actualidad durante varios años en las crónicas bisemanales del diario argentino "La Capital'" (Rosario). También lo usaba para responder preguntas varias que se le dirigían a él. Este seudónimo aparece bajo el nombre de Manuel Núñez Regueiro en el libro "De la fuente interior (1925).
- Kristermenes: su significado proviene del griego y significa "intérprete de Cristo". Utilizado en artículos de crítica literaria y filosófica en el diario "La Capital" (Rosario). En la obra. "De nuevo habló Jesús" (Año 1925), este seudónimo aparece bajo el nombre de Manuel Núñez Regueiro.
- Fray Manolito: usaba este seudónimo siendo director de la revista "Monos y Monadas", publicada en Rosario de Santa Fe.
- Diógenes Alerta: usaba este seudónimo siendo director de la revista "Monos y Monadas", para responder a diferentes cuestiones de índole cultural sobre las cuáles era consultado.
- Diómedes: utilizado en diversas notas críticas y prosa de combate, aparecidas en distintos diarios y revistas del Río de la Plata y en especial en la revista "Monos y Monadas".
- Tiburcio Candil: seudónimo con que suscribía las secciones "Charla Caseta" y "Todo en Broma'" en la revista "Monos y Monadas".
- Ruskin Ufe: usado en la sección "Papel Rosado" de la revista "Monos y Monadas".

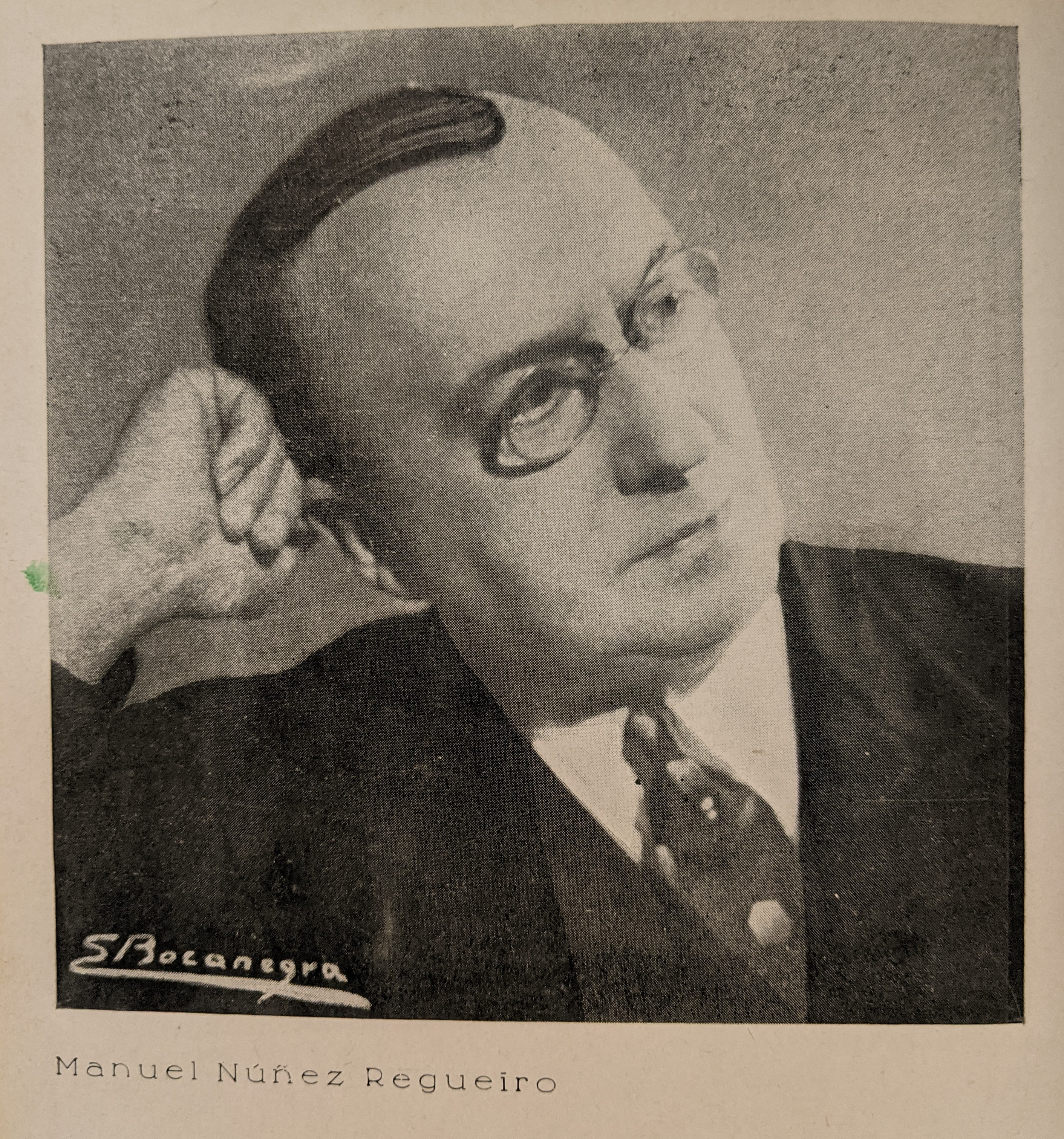
Foto publicada en diversos diarios y revistas

### Escritos
- 1903. Jefte (poema bíblico). Establecimiento tipográfico “La Argentina”. Rosario de Santa Fe.
- 1904. Leda (relato). Establecimiento tipográfico “La Argentina”. Rosario de Santa Fe.
- 1905. Noctámbulos (novela). Agencia General de Librerías. Buenos Aires.
- El Uruguay ante la guerra: conferencia dada en la sala de actos públicos de la Biblioteca argentina (Rosario de Santa Fé) la noche del 21 de junio de 1918. Compañía General de Artes Gráficas.
- 1919. Canto a la Raza, El Libro de los Juegos florales de Sato. 12 de octubre. Uruguay.
- (s.f.). Beso de Redención (novela). Agencia General de Librerías. Buenos Aires.
- (s.f.). El Huésped Milagroso (novela). Agencia General de Librerías. Buenos Aires.
- 1926. Del Verbo Lírico (versos). Agencia General de Librerías, Buenos Aires.
- 1931. Equis (novela). Librería y Editorial Ruiz. Rosario. R. Argentina
- 1935. Del Humano Sentir (versos). Librería y Editorial Ruiz. Rosario. R. Argentina.
- 1934. La Hispanidad y el Sentido de la Vida.
- 1936. América Frente al Dolor de España. Octubre.

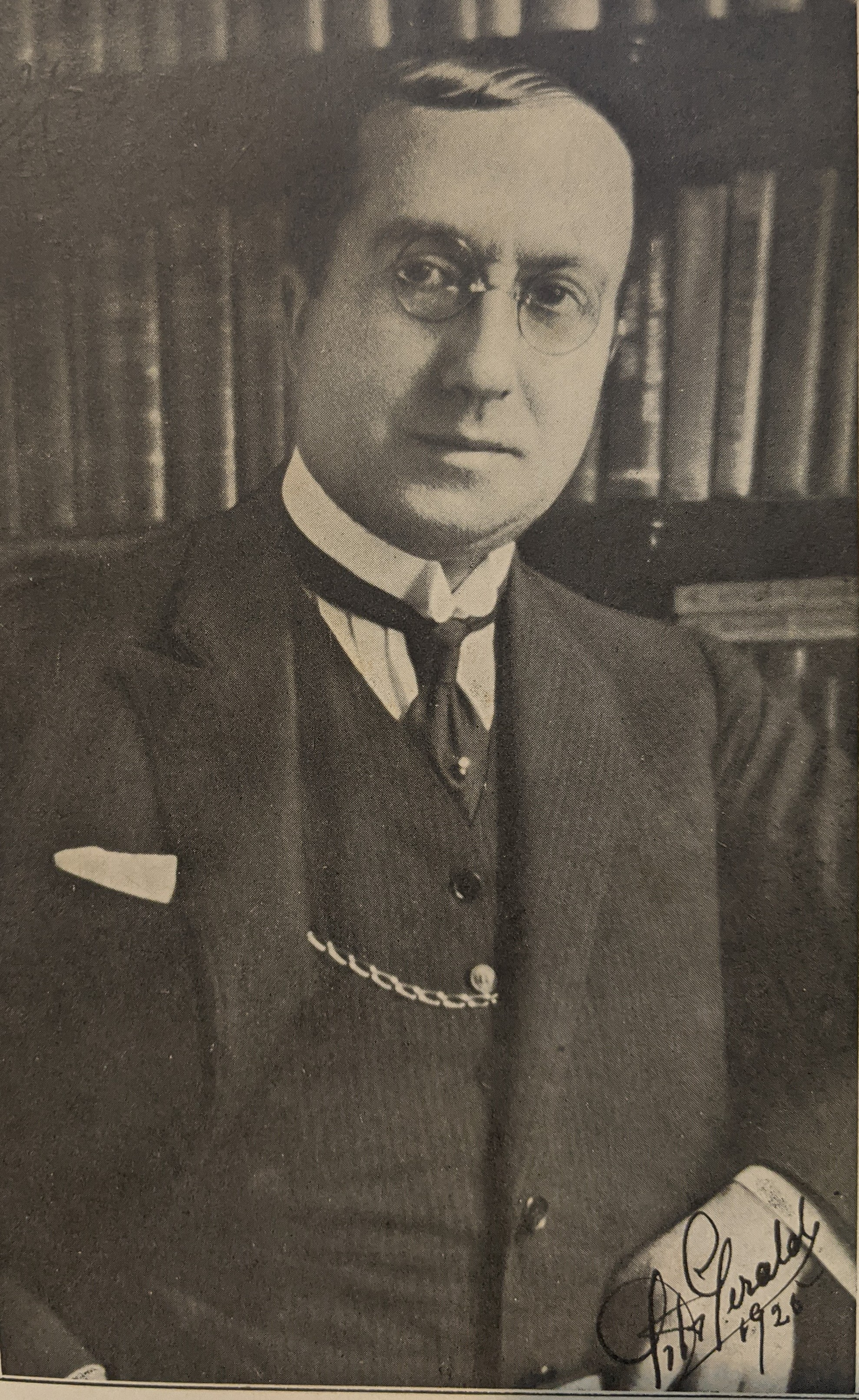
Foto (original) publicada en su libro "Del Verbo Lírico" (1926)

### Tratados
- 1910. Alberto Nin Frías, La Vida Superior I. Imprenta Escolar de M. Corrales Ruiz. Rosario. Argentina
- 1915. La Honda Inquietud, La Vida Superior II. Compañía General de Artes Gráficas.
- 1918. Conocimiento y Creencia, La Vida Superior III. Compañía General de Artes Gráficas. Rosario. Argentina.
- 1920. El Sionismo ante el Nuevo Derecho Com. Gen. De Artes Gráficas. Rosario.
- 1923. El Libro de los Poemas, La Vida Superior IV.
- 1925. Fundamentos de la Anterosofía. (La Ciencia que florece), La Vida Superior V. Agencia Federal de Librerías y Publicaciones. Buenos Aires.
- 1925. De la Fuente Interior. La Vida Superior VI. Agencia General de Librerías y Publicaciones. Buenos Aires.
- 1926. Anterosofía Racional. La Vida Superior VII. Agencia General de Librerías. Buenos Aires.
- (s.f.). Anterosofía Estética. La Vida Superior VIII. Agencia General de Librerías. Buenos Aires.
- 1928. De Nuevo Hablo Jesús. La Vida Superior VIII. Agencia General de Librerías. Buenos Aires.
- (s.f.). Las dos filosofías: Oriente y Occidente. Agencia General de Librerías. Buenos Aires.
- 1928. Preparación Integral de Cónsules y Diplomáticos (El problema de la Buena Representación) Editorial Minerva. Buenos Aires.
- 1932. Filosofía Integral. La vida Superior IX. Librería Anaconda.
- 1934. Del conocimiento y Progreso de sí mismo. La vida superior X. Publicaciones Mundial. Barcelona.
- 1936. Tratado de Meta lógica o Fundamentos de una Nueva Metodología. La Vida Superior XI.
- (s.f.). El Problema de la Razón en la Filosofía Cartesiana (opúsculo)
- 1938. Suma contra una Nueva Edad Media o Sentido y Justificación del Cristianismo o. La Vida Superior XII. Librería Ruiz. Rosario. Argentina.
- (s.f.). Metafísica y Ciencia. La vida Superior XIII
- 1941. On the Knowledge and Progress of Oneself, Translation Iris Herrera Fornari.
- 1947. Tratado de Filosofía General.  2ª Edición. La vida Superior XIV. Librería El Ateneo Editorial. Buenos Aires.
- 1947. Historia Critica de la Filosofía. (Con especial referencia a Las Religiones y a las Ideas Morales en Oriente y en Occidente), La Vida Superior XV. Librería El Ateneo Editorial.  Buenos Aires.
- 1948. Del Tiempo Vivido. La vida Superior XVI. Librería “El Ateneo” Editorial, Buenos Aires.

## Distinciones
- 1910. Obtuvo el premio Centenario y Flor Natural por su poema “Canto a la raza” en los Juegos Florales de Córdoba[12]
- 1919. Obtiene el Diploma de Honor y Lapicera de Oro por su poema "Canto a la Raza" en Salto, Uruguay.
- 1922. Obtiene el premio Medalla de Oro por su poema “Canto a la belleza” en los Juegos Florales de Rosario organizados por el Círculo[12]
- 1949. Le conceden el grado de cavaliere di grazia magisteriale del Serenissimo Militare Ordine di Santa Maria Gloriosa, de la República de San Marino
- 1950. Obtuvo desde Londres el grado y título de “Baron Cross of Honour” de la Orden “Orde Equestris Militaris Avatar”[13]
- 1952. El Avatar International University de Londres (Inglaterra) le otorga el diploma de “Doctor of Philophy” honoris causa suscripto por Johannes Riswick Dom -Episc., monseñor y rector de la institución[14]
- 1952. El Eclecticorum Studium Libera Universitas, de la república de San Marino, le remite el diploma de "Academicum" honoris causa suscripto por el Príncipe Paternó Castelli[14]
- Obtuvo el Gran Diploma de Honor en el concurso de libro americano de la Biblioteca de Matanza, Cuba.

| |
| Diploma de “Doctor of Philophy” honoris causa suscripto por el Avatar International University de Londres, Inglaterra (1952) |

|                                                                                   |
| Grado y título de "Baron Cross of Honour" otorgado a Manuel Núñez Regueiro (1950) |

|                                                                                             |
| Distinciones a Manuel Núñez Regueiro publicadas en el diario con fecha 20 de abril de 1952. |

| |
| Reconocimiento otorgado por la Universidad Nacional del Litoral a Manuel Núñez Regueiro por 25 años de docencia (1950). |